# Itagi
Itagi este un oraș în statul Bahia (BA) din Brazilia.